# Elmaz Hasamataj
Elmaz Hasamataj (ur. 19 lutego 1928 w Matogjinie, zm. 26 października 2016 w Tiranie) – albański pilot, jeden z pionierów i szef sztabu albańskiego lotnictwa.

## Życiorys
Podczas II wojny światowej działał w albańskim oraz jugosłowiańskim ruchu oporu.
W latach 1948–1952 odbył studia lotnicze w Związku Radzieckim; w Saratowie (1948–1950) uzyskał uprawnienie na bombowce, a w Nowosybirsku (1950–1952) otrzymał również uprawnienie na samoloty myśliwskie.
W 1969 roku Elmaz Hasamataj jako szef sztabu lotnictwa, wraz z 13 innymi pilotami został wysłany do Chin, gdzie odbyły się ćwiczenia wojskowe na samolotach MiG-21.

## Życie prywatne
Miał córkę, Emirę.